# Axiocerses argenteomaculata
Axiocerses argenteomaculata är en fjärilsart som beskrevs av Arnold Pagenstecher 1902. Axiocerses argenteomaculata ingår i släktet Axiocerses och familjen juvelvingar. Inga underarter finns listade i Catalogue of Life.